# La Starza (Ariano Irpino)
La Starza è un'area archeologica dell'Italia meridionale ubicata su un'altura gessosa (sfruttata anche come cava e pertanto denominata Monte Gesso) a 410 m s.l.m., nei pressi di una fonte sorgiva perenne della valle del Miscano, in territorio di Ariano Irpino. Sorge a breve distanza dalla sella di Ariano, il principale valico dell'Appennino campano.
Nel sito furono rinvenuti, nel corso del XX secolo, i resti di un insediamento preistorico risalente al neolitico inferiore (VI millennio a.C.), sicuramente il più antico in Campania e tra i principali del Mezzogiorno, come attestato dalla precoce diffusione locale della cultura della ceramica impressa e graffita propagatasi dalla Penisola balcanica al Tavoliere pugliese e da lì verso gli Appennini. Oltre a tali primitive testimonianze, il sito mostra anche tutto il lungo evolversi della cultura appenninica, dai suoi primordi fino alla sua progressiva cessazione.

## Rinvenimenti
I reperti rinvenuti testimoniano un'occupazione lunghissima (pluri-millenaria) e pressoché ininterrotta durante tutto il neolitico e l'età del bronzo fino all'abbandono del sito avvenuto a ridosso dell'età del ferro (900 a.C.) e preceduto dalla fortificazione dell'insediamento mediante l'erezione di una cinta muraria.

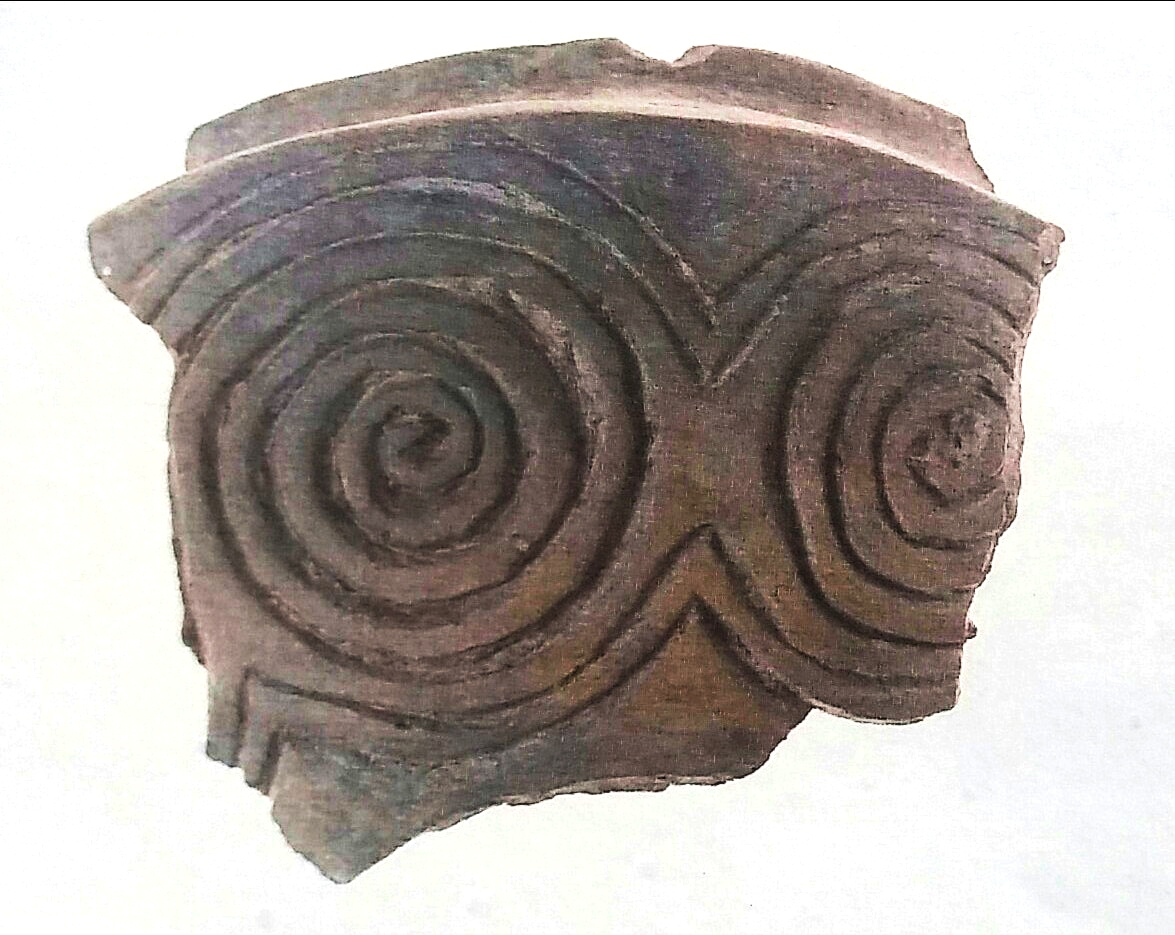
Frammento ceramico di tazza decorata dell'età del bronzo

I resti più antichi sono riferibili a un villaggio di capanne risalente alla fase antica del neolitico (V millennio a.C.), mentre più cospicui ed elaborati sono i rinvenimenti dell'età dei metalli (cuspidi di frecce, asce, lame ecc.), dai quali si evince la presenza di un quartiere artigianale specializzato nelle lavorazioni metallurgiche. Assai numerosi sono anche i reperti in ceramica locale risalenti principalmente all'età del bronzo medio (XVI-XIV secolo a.C.), dapprima non ornati e successivamente incisi ed intagliati; la ceramica era prevalentemente grossolana, ma una certa quota era rappresentata ceramica fine, più elaborata e decorata.
Molti erano anche gli strumenti in osso e quelli in selce; quest'ultimo materiale era in parte di origine locale e in parte di provenienza garganica. Tuttavia i numerosi e vari resti vegetali e animali rinvenuti suggeriscono che l'economia era essenzialmente di tipo agro-pastorale, con forme e metodi ancora assai primitivi. In generale l'allevamento ovi-caprino prevaleva su quello suino e su quello bovino, mentre tra gli animali selvatici comparivano la lepre, il capriolo e la gru (quest'ultima ricercata forse per le piume); non mancavano inoltre i cani, utilizzati anche a scopo alimentare.
Il villaggio di capanne fu più volte ricostruito sullo stesso sito, specialmente dopo l'eruzione vesuviana delle pomici di Avellino (II millennio a.C.), che comunque fece relativamente pochi danni in zona. Le capanne, di forma rettangolare, avevano peraltro dimensioni medio-piccole, ma erano comunque dotate di tetto a doppio spiovente e di focolari interni (e talvolta anche esterni); i forni erano invece sempre esterni alle abitazioni.
Decisamente tardiva fu l'erezione della cinta muraria, databile forse agli inizi dell'età del ferro a giudicare dai frammenti di ceramica geometrica iapigia (di probabile provenienza dauna) rinvenuta tra gli interstizi delle mura stesse; ciò permette anche di ipotizzare che il sito de La Starza doveva trovarsi lungo una delle principali direttrici che dalla Daunia conducevano in Campania, ove notevoli quantitativi di ceramica iapigia iniziavano a essere smerciati proprio a partire da quel periodo. Alla prima età del ferro sembrano risalire anche le ultime sepolture a fossa, caratterizzate peraltro da corredi assai modesti (un solo vaso e pochi oggetti personali).

## Scavi archeologici
Il sito fu scoperto nella prima metà del Novecento dall'archeologo Italo Sgobbo e dal paletnologo Ugo Rellini. Gli scavi sono stati poi avviati dalla Scuola Britannica di Roma tra il 1957 ed il 1962 e poi proseguiti fra il 1988 al 2000 dalla locale Soprintendenza archeologica sotto la direzione dell'archeologa Claude Albore Livadie.
Molti dei reperti portati alla luce sono custoditi nel Museo archeologico di Ariano Irpino.
A non molta distanza, sull'altipiano di Camporeale all'altezza della sella di Ariano, sono venuti alla luce altri resti sporadici dell'età del bronzo nell'ambito di un recinto adibito a necropoli.